# Pachynoa circulalis
Pachynoa circulalis is een vlinder uit de familie van de grasmotten (Crambidae), uit de onderfamilie van de Spilomelinae. De wetenschappelijke naam van deze soort is voor het eerst voorgesteld door Christian Johannes Amandus Sauber in een publicatie uit 1899.
De soort komt voor in de Filipijnen.